# Lužná (district de Vsetín)
Pour les articles homonymes, voir Lužná.
Lužná (en allemand : Luschna) est une commune du district de Vsetín, dans la région de Zlín, en République tchèque. Sa population s'élevait à 618 habitants en 2020.

## Géographie
Lužná est arrosée par la Senice et se trouve à 12 km au sud-sud-est de Vsetín, à 26 km à l'est de Zlín, à 68 km au sud-sud-ouest d'Ostrava et à 275 km à l'est-sud-est de Prague.
La commune est limitée par Valašská Polanka et Hovězí au nord, par Zděchov à l'est, par Francova Lhota, Lidečko et Lačnov au sud, et par Pozděchov et Prlov à l'ouest.

## Histoire
La première mention écrite du village date de 1511.